# Jrambar
Jrambar (in armeno Ջրամբար?, anche chiamato Djrambar) è un comune dell'Armenia di 215 abitanti (2001) della provincia di Aragatsotn. L'economia del paese è intrecciata al vicino serbatoio d'acqua della diga di Aparan, che rifornisce d'acqua potabile Erevan.